# Yamilé Aldama
Yamilé Aldama, född den 14 augusti 1972 i Havanna, är en friidrottare från Storbritannien som tävlar i tresteg. Fram till och med 2004 representerade hon Kuba.
Aldama blev vid VM 1999 silvermedaljör i tresteg efter ett hopp på 14,61 slagen bara av Paraskeví Tsiamíta från Grekland. Vid Olympiska sommarspelen 2000 slutade hon fyra efter ett hopp på 14,30. 
Efter att ha bytt medborgarskap till Sudan blev hon silvermedaljör vid inomhus-VM i Budapest 2004 ett hopp på 14,90 slagen bara av Tatjana Lebedeva. Hon deltog vid Olympiska sommarspelen 2004 och blev där femma efter att ha hoppat 14,99. 
Vid VM 2005 blev hon åter fyra denna gång efter ett hopp på 14,72. Vid inomhus-VM 2006 slutade hon på en tredje plats efter att ha hoppat 14,86. Däremot misslyckades hon att ta sig till final vid VM i Osaka 2007.
År 2010 bytte Aldama igen medborgarskap och representerar nu Storbritannien. Hon blev femte i trestegstävlingen i VM i friidrott 2011. År 2012 vann hon inomhus-VM i Turkiet som nästäldsta guldmedaljör i inomhus-VM i friidrott någonsin. Under denna tävling satte hon två gånger nytt världsrekord för veteraner (över 35 år).
I början av år 2013 meddelade Aldama att hon ämnar representera Skottland i Samväldesspelen år 2014. Därmed skulle hon bli den förste friidrottaren som tävlat för fyra olika nationer i stora mästerskap.

## Personligt rekord
- Tresteg - 15,29